# Imaginary (film)
Imaginary è un film del 2024 diretto da Jeff Wadlow.

## Trama
L'autrice di libri per bambini Jessica è sposata con il musicista divorziato Max. Max ha due figlie dal suo primo matrimonio: la figlia più piccola Alice e l'adolescente Taylor. Jessica è tormentata da incubi che includono il padre Ben, affetto da disturbi mentali, e un personaggio immaginario dei suoi libri, Simon il ragno. Quando la famiglia si trasferisce nella casa d'infanzia di Jessica, Alice scopre un orsacchiotto di nome Teddy e instaura un legame con lui. Un'anziana vicina, Gloria, che faceva da babysitter a Jessica quando era bambina, condivide ricordi dell'infanzia di Jessica che lei non riesce a ricordare.
Max parte per un tour e Teddy inizia a disturbare Jessica. Un giorno, Taylor invita un amico, Liam, che viene preso in giro da Teddy; l'orsacchiotto si trasforma brevemente in un orsacchiotto mostruoso. Jessica impedisce per un pelo ad Alice di sbattere la mano su un chiodo, spingendola a chiamare la psicologa infantile Dott.ssa Soto. Scopre che solo lei e Alice possono vedere l'orsacchiotto di peluche. Soto le mostra il filmato di un ex paziente che ha usato la stessa frase di Alice: "Mai e poi mai". Alice scompare, e Taylor incolpa la matrigna.
Gloria racconta a Taylor che Teddy era anche l'amico immaginario d'infanzia di Jessica. Gli amici immaginari sono spiriti che si legano ai giovani e possono diventare sinistri se abbandonati. Jessica fruga tra i suoi vecchi oggetti e trova disegni di Teddy e del Regno del Mai E Poi. Jessica, Gloria e Taylor completano insieme la caccia al tesoro di Teddy, scoprendo una porta luminosa che conduce al Regno del Mai E Poi.
Qui, rivedono i ricordi repressi di Jessica. Da bambina, fu attirata da Teddy nel Mai E Poi. Ben la salvò, ma impazzì dopo aver visto gli occhi di Teddy, e Jessica fu mandata a vivere con i nonni. Gloria chiuse la via di fuga, essendo diventata ossessionata dal regno. Rivela alla famiglia inorridita di essere stata in contatto con Teddy, che le aveva promesso il potere del Mai E Poi se li avesse portati lì, ma viene poi sbranata a morte da Teddy nel mezzo della sua folle sfuriata. Durante la loro ricerca di Alice nel Mai E Poi, Teddy li perseguita costantemente finché non riescono a localizzare e salvare Alice; Jessica ferma Teddy nel bel mezzo del suo inseguimento pugnalandolo all'occhio con delle forbici.
Dopo essersi riunita a Ben e Max nell'istituto dove Ben era stato ricoverato, Jessica si rende conto di essere ancora bloccata nel Mai e poi Mai. Teddy ha usato Alice come esca per arrivare a lei e cerca vendetta per il suo abbandono. Taylor la salva e Teddy si trasforma nella sua vera forma, simile a quella di Simon, inseguendoli fino alla porta. Il ragno cerca di farli impazzire con i suoi occhi, ma Alice dà fuoco alla creatura e la sigilla dietro la porta. La famiglia fugge mentre la casa brucia fino alle fondamenta.
La famiglia si registra in un hotel, ma viene spaventata da un bambino che gioca con un orsacchiotto. Per sicurezza, si trasferiscono in un altro hotel. Mentre il bambino discute con la madre del suo amico immaginario, si scopre che l'orsacchiotto assomiglia a Teddy.

## Produzione
Le riprese principali sono avvenute a New Orleans tra il maggio e il giugno 2023.

## Promozione
Il primo trailer è stato pubblicato il 16 novembre 2023.

## Distribuzione
Il film è stato distribuito nelle sale statunitensi l'8 marzo 2024, e in quelle italiane il 14.

## Accoglienza

### Incassi
Il film ha incassato 28009161 $ in Nordamerica e 15777873 $ nel resto del mondo, per complessivi 43787034 $. In Italia ha incassato 636433 € con 82386 presenze.

### Critica
Su Rotten Tomatoes solo il 24% delle 104 recensioni della critica è positivo, Su Metacritic 21 recensioni gli assegnano un voto medio ponderato di 34 su 100.